# NGC 2468
NGC 2468 ist eine Linsenförmige Galaxie vom Hubble-Typ S0 im Sternbild Luchs am Nordsternhimmel. Sie ist schätzungsweise 398 Millionen Lichtjahre von der Milchstraße entfernt und hat einen Durchmesser von etwa 155.000 Lichtjahren.
Im selben Himmelsareal befinden sich u. a. die Galaxien NGC 2462, NGC 2463, NGC 2469, NGC 2472.
Das Objekt wurde am 1. Januar 1865 von Heinrich Louis d’Arrest entdeckt.